# Ovidiu Herea
Ovidiu Herea (nacido el 26 de marzo de 1985 en Bucarest) es un futbolista profesional rumano que juega en el CS Balotești. Es internacional absoluto por Rumania y juega como centrocampista.

## Carrera profesional

### National Bucureşti
Herea comenzó su carrera en el National Bucureşti, donde pasó por los sistemas juveniles. En el 16 de agosto de 2003 hizo su debut con el primer equipo en la Liga I en un partido contra el FC Braşov. Herea jugó cuatro años para el National, convirtiéndose en un habitual en sus últimas dos temporadas con el equipo, antes de irse al Rapid Bucureşti.

### Rapid Bucureşti
En 2007 fue fichado por el Rapid Bucureşti por 1 millón de euros. En noviembre de 2011, después de dos meses de negociaciones, firmaron un nuevo contrato de cuatro años con el Rapid Bucureşti.

## Estadísticas
| Club          | Temporada     | Liga | Liga  | Copa | Copa  | Europa | Europa | Otros | Otros | Total | Total |
| Club          | Temporada     | PJ   | Goles | PJ   | Goles | PJ     | Goles  | PJ    | Goles | PJ    | Goles |
| ------------- | ------------- | ---- | ----- | ---- | ----- | ------ | ------ | ----- | ----- | ----- | ----- |
| FC Naţional   | 2003–04       | 7    | 0     | 1    | 0     | 0      | 0      | 0     | 0     | 8     | 0     |
| FC Naţional   | 2004–05       | 7    | 0     | 1    | 0     | 0      | 0      | 0     | 0     | 8     | 0     |
| FC Naţional   | 2005–06       | 21   | 0     | 6    | 1     | 0      | 0      | 0     | 0     | 27    | 1     |
| FC Naţional   | 2006–07       | 31   | 5     | 2    | 0     | 0      | 0      | 0     | 0     | 33    | 5     |
| FC Naţional   | Total         | 66   | 5     | 10   | 1     | 0      | 0      | 0     | 0     | 76    | 6     |
| Rapid         | 2007–08       | 26   | 0     | 2    | 0     | 0      | 0      | 0     | 0     | 28    | 0     |
| Rapid         | 2008–09       | 25   | 2     | 2    | 1     | 1      | 0      | 0     | 0     | 28    | 3     |
| Rapid         | 2009–10       | 29   | 8     | 1    | 0     | 0      | 0      | 0     | 0     | 30    | 8     |
| Rapid         | 2010–11       | 31   | 11    | 2    | 0     | 0      | 0      | 0     | 0     | 33    | 11    |
| Rapid         | 2011-12       | 16   | 9     | 1    | 0     | 6      | 1      | 0     | 0     | 23    | 10    |
| Total         | Total         | 127  | 30    | 9    | 1     | 7      | 1      | 0     | 0     | 143   | 32    |
| Total carrera | Total carrera | 193  | 35    | 19   | 2     | 7      | 1      | 0     | 0     | 213   | 38    |

Datos al 8 de abril de 2012